# Saint-Martin-de-May
Saint-Martin-de-May ist eine französische Gemeinde mit 4.528 Einwohnern (Stand: 1. Januar 2022) im Département Calvados in der Region Normandie. Die Gemeinde gehört zum Arrondissement Caen und ist Mitglied im Gemeindeverband Communauté de communes Vallées de l’Orne et de l’Odon.
Sie entstand mit Wirkung vom 1. Januar 2025 als Commune nouvelle durch Zusammenlegung der bis dahin selbstständigen Gemeinden May-sur-Orne und Saint-Martin-de-Fontenay, die fortan den Status als Communes déléguées besitzen. Der Verwaltungssitz befindet sich in May-sur-Orne.

## Gemeindegliederung
| Commune déléguée               | Ehemaliger INSEE-Code | PLZ   | Fläche (km²) | Einwohnerzahl (2022) |
| ------------------------------ | --------------------- | ----- | ------------ | -------------------- |
| May-sur-Orne (Verwaltungssitz) | 14408                 | 14320 | 03,49        | 2.017                |
| Saint-Martin-de-Fontenay       | 14623                 | 14320 | 10,72        | 2.511                |

## Geografie
Saint-Martin-de-May liegt etwa neun Kilometer südlich von Caen in der Région naturelle der Plaine de Caen an der Orne, die das Gemeindegebiet zusammen mit einem ihrer Nebenflüsse, der Laize, entwässert und nach Westen begrenzt. Das Zentrum liegt leicht oberhalb des Orne-Tals auf einer Höhe von etwa 60 m. Das Bodenrelief steigt nach Südosten hin bis auf 87 m an und hat seinen tiefsten Punkt mit 5 m ü. M. im Norden beim Austritt der Orne aus dem Gemeindegebiet.
Teile des Gebiets von May-sur-Orne gehören zu den fünf ZNIEFF-Naturzonen „Vallée de l’Orne“ (250008466), „Bassin de la Laize“ (250008472), „Coteau du val de May“ (250020020), „La Laize et ses affluents“ (250020066) und „Entaille boisée du Val d’Orne à Feuguerolles-Bully“ (250030102).
Umgeben wird Saint-Martin-de-May von den Nachbargemeinden Fleury-sur-Orne im Nordwesten und Norden, Ifs im Norden, Castine-en-Plaine im Osten, Fontenay-le-Marmion im Südosten, Laize-Clinchamps im Süden und Südwesten, Feuguerolles-Bully im Westen und Nordwesten sowie Saint-André-sur-Orne im Nordwesten.

## Sehenswürdigkeiten
- Kirche Saint-Firmin in May-sur-Orne, 1955 bis 1960 erbaut, seit 2010 als Monument historique eingeschrieben
- Schloss Sainte-Marie in May-sur-Orne aus dem 18. Jahrhundert
- Schloss Druelle in May-sur-Orne aus dem 18. Jahrhundert
- Kirche Saint-Martin in Saint-Martin-de-Fontenay, 1962 an der Stelle der früheren Kirche, die 1944 zerstört wurde, mit Teilen davon errichtet
- Kapelle Saint-Jacques in Saint-Martin-de-Fontenay

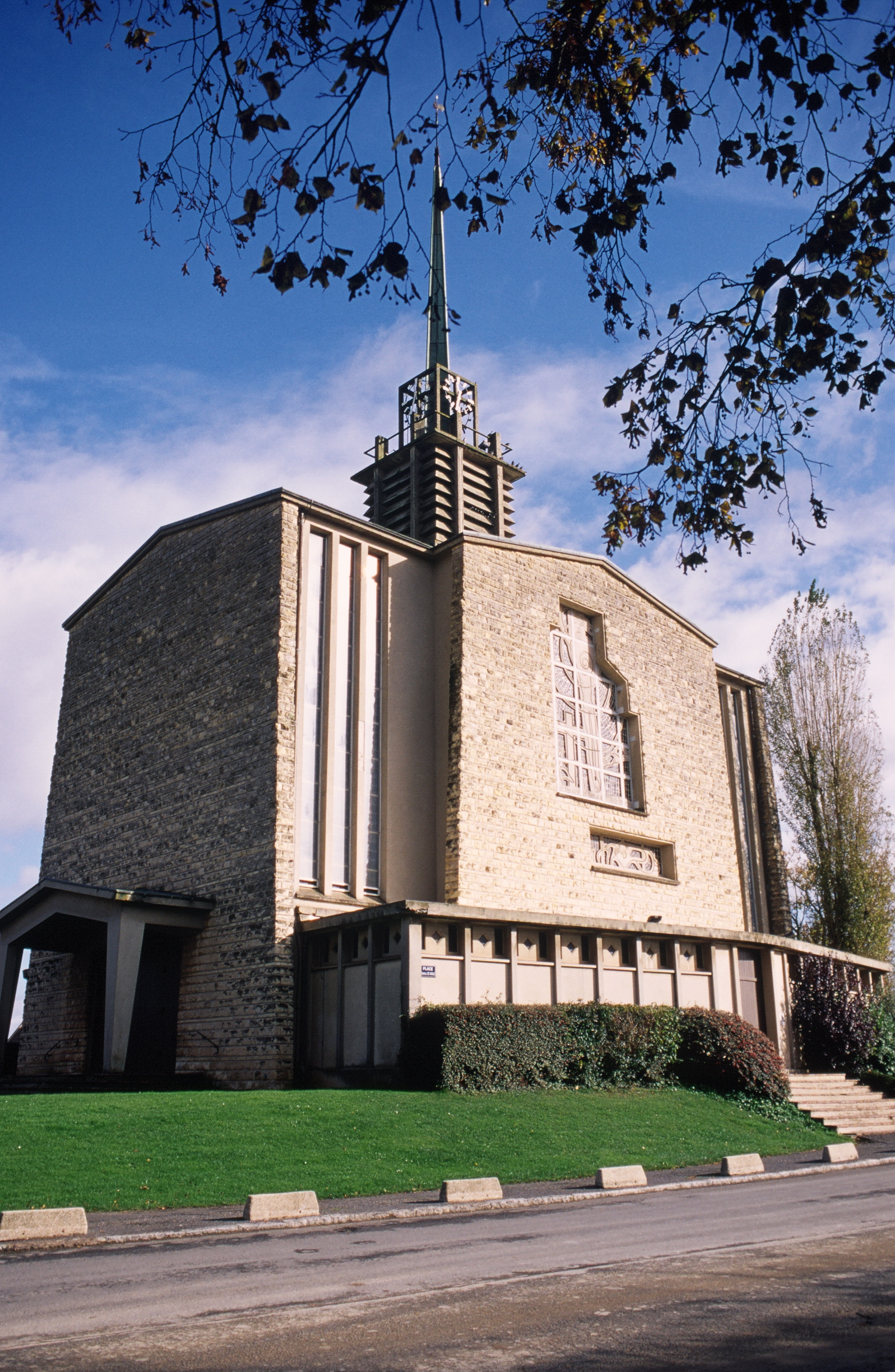
Kirche Saint-Firmin
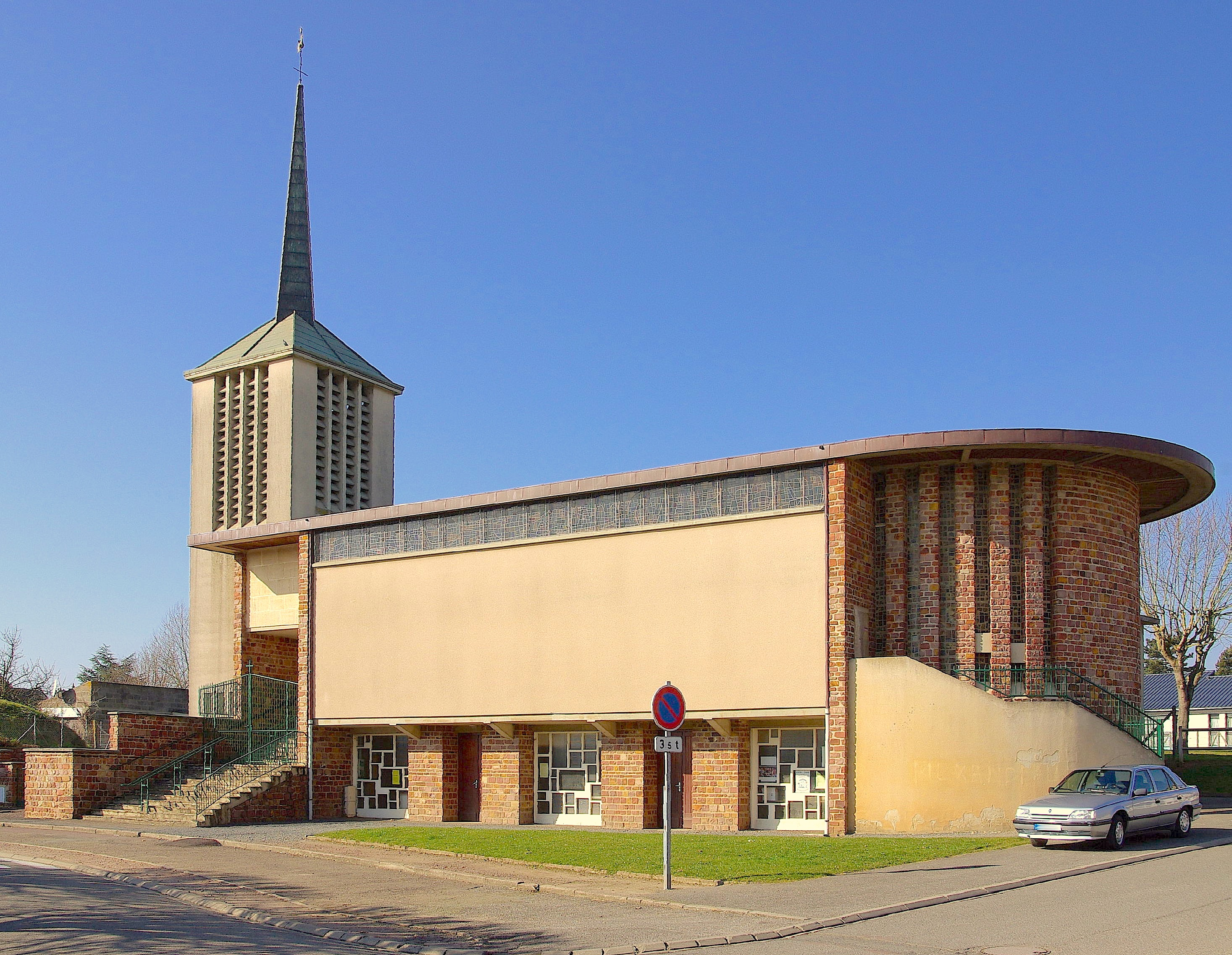
Kirche Saint-Martin

## Sport und Freizeit
Der GR 36 „De la Manche aux Pyrénées“, ein Fernwanderweg zwischen Ouistreham (Département Calvados) und Bourg-Madame (Département Pyrénées-Orientales), durchquert das Gemeindegebiet entlang der Orne.

## Bildung
Die Gemeinde verfügt über
- zwei öffentliche Vor- und Grundschulen (Écoles primaires) und
- ein öffentliches Collège „Guy de Maupassant“.[4]

## Wirtschaft
| Wirtschaftszweig                                                    | Anzahl der Unternehmen | Anteil |
| ------------------------------------------------------------------- | ---------------------- | ------ |
| Vermietung und Betrieb eigener oder gemieteter Immobilien           | 43                     | 17,4 % |
| Andere Tätigkeiten im Gesundheitswesen                              | 15                     | 6,1 %  |
| Einzelhandel außerhalb von Geschäften, Verkaufsständen oder Märkten | 14                     | 5,7 %  |
| Einzelhandel auf Verkaufsständen oder Märkten                       | 12                     | 4,9 %  |
| Sonstige Lehrtätigkeiten                                            | 10                     | 4,0 %  |

| Wirtschaftszweig                                                    | Anzahl der Unternehmen | Anteil |
| ------------------------------------------------------------------- | ---------------------- | ------ |
| Vermietung und Betrieb eigener oder gemieteter Immobilien           | 60                     | 18,7 % |
| Einzelhandel außerhalb von Geschäften, Verkaufsständen oder Märkten | 16                     | 5,0 %  |
| Andere Aktivitäten für die menschliche Gesundheit                   | 15                     | 4,7 %  |
| Abschlussarbeiten                                                   | 14                     | 4,4 %  |
| Nicht permanenter Anbau                                             | 11                     | 3,4 %  |

## Verkehr
Die autobahnähnlich ausgebaute Departementsstraße D 562 durchquert das Gemeindegebiet und dient als Umfahrung der Gemeinde sowie als Anbindung an die Route nationale 814, die ringförmige Umfahrung von Caen, sowie mit dem Abzweig D 562B an die autobahnähnlich ausgebaute Route nationale 158. Die Departementsstraße D 562A verbindet die Zentren von May-sur-Orne und Saint-Martin-de-Fontenay im Norden mit Caen, im Süden über Laize-Clinchamps bis nach Laval im Département Mayenne.
Busse von zwei Linien des Transportunternehmens Nomad der Region Normandie verbinden Saint-Martin-de-May mit Caen, Mutrécy und Flers im Département Orne.